# Фонтарело-Пичаме (Ријети)
Фонтарело-Пичаме је насеље у Италији у округу Ријети, региону Лацио.
Према процени из 2011. у насељу је живело 103 становника. Насеље се налази на надморској висини од 751 м.